# El Adjiba
El Adjiba là một đô thị thuộc tỉnh Bouira, Algérie. Dân số thời điểm năm 2002 là 11.572 người.